# Strikeout
Strajkaut (anglicky strikeout) je absolutní statistický údaj v baseballu nebo softballu, který je zaznamenán jak nadhazovači (anglicky pitcher), tak pálkaři (anglicky batter) na pálce. Jde o jeden ze způsobů jak vyautovat hráče soupeře. Nadhazovač dosáhne strajkout, kdykoliv:
- je pálkař vyautován třetím strajkem, který bezpečne zachytí chytač (anglicky catcher);
- je pálkař vyautován třetím strajkem, který chytač nezachytí (míček upadne na zem), to ale pouze za situace, že první meta není obsazena běžcem a neznamenalo by to poslední aut ve směně;
- má pálkař na kontě již dva strajky a další nadhoz (anglicky pitch) ulije do faul zóny s tím, že míček padne na zem.

Jde o nejbezpečnejší a nejvíce ceněný způsob autování protihráče, protože míček se tak nedostane do hry a eventuálním běžcům na metách není umožněno v posunu na další mety.